# Đại học Công nghệ Yangon
Đại học Công nghệ Yangon, hay Học viện Công nghệ Yangon, (YIT) là trường đại học kỹ thuật đầu tiên ở Myanmar. Trường tọa lạc tại Gyogone, Insein, Yangon, và có chương trình đào tạo cử nhân, thạc sĩ và tiến sĩ về công nghệ và kỹ thuật. Chương trình đại học kéo dài 6 năm. Năm thứ 3 sinh viên được phân chia thành chuyên ngành mà họ chọn, gồm các ngành: Kỹ thuật Cơ khí, Kỹ thuật Điện, Kỹ thuật Điện tử, Kỹ thuật Xây dựng, Kỹ thuật Hóa, Kỹ thuật Khai khoáng, Luyện kim, Kỹ thuật Dầu khí, Dệt, Kỹ thuật Hàng không và Kiến trúc. Trong các ngành này, ngành Xây dựng, Cơ khí và Điện tử được sinh viên ưa thích nhất.
Sau cuộc nổi dậy năm 1996 và 1998, chính quyền quân sự Myanmar đã chuyển nhiều trường đại học tại Yangon về các vùng nông thôn.

## Lịch sử
- 1924 Khoa Kỹ thuật được thành lập tại Đại học Yangon.
- 1927 Khoa này trở thành Cao đẳng B.O.C..
- Hình ảnh hòn đá cho thấy Đại học Công nghệ Yangon được tái lập trong thời kỳ 1957-1961 với sự hợp tác và trợ giúp của các nhà khoa học Liên Xô.
- 1961 Khoa Kỹ thuật của B.O.C. được dời đến Gyogone, Insein và được đổi tên thành Học viện Công nghệ Burma, BIT.
- 1964 Đổi tên thành Học viện Công nghệ Rangon (RIT).
- 1990 Học viện Công nghệ Mandalay (MIT) được thành lập ở thành phố Mandalay.
- 1998 Tên của trường đại học được đổi thành Đại học Công nghệ Yangon.